# نيكولاس فيش الثاني
نيكولاس فيش الثاني (بالإنجليزية: Nicholas Fish II)‏ هو دبلوماسي أمريكي، ولد في 1846 في نيويورك في الولايات المتحدة، وتوفي بنفس المكان في 1902 بسبب إصابة كليلة.